# Fansigning
Fansigning (englisch fansign, ‚Autogrammstunde‘) ist ein Phänomen aus dem Cybermobbing. Hierbei ritzen oder tätowieren sich Opfer des Mobbings, häufig im Rahmen einer Erpressung, auf Geheiß der Täter Namen, Worte oder Symbole in die Haut.

## Hintergrund
Im Cybermobbing hat sich das Fansigning als Methode der Erniedrigung etabliert. Breitere Bekanntheit erlange diese Mobbingmethode durch mediale Berichterstattung über die Gruppierung 764. Beim Fansigning zwingen die Täter ihre Opfer durch Erpressung, sich Symbole, Namen, Online-Aliasse oder auch Namen von Gruppierungen in die Haut zu ritzen oder zu tätowieren. Opfer werden häufig gezwungen, den Tätern Video- oder Bildmaterial zuzusenden, welches diese dann in ihren Netzwerken teilen.
Ein mit der 764 in Verbindung stehender Mann aus Arizona zwang ein 13-jähriges Mädchen, sich satanische Symbole und Hakenkreuze auf ihrem gesamten Körper in die Haut zu ritzen und drohte, andernfalls Nacktbilder des Mädchens zu veröffentlichen.
Im November 2024 wurde Richard Anthony Reyna Densmore, ein 47 Jahre alter Mann, der unter dem Nutzernamen „Rabid“ den Discordserver „Sewer“ betrieben hatte, zu einer Gefängnisstrafe von 30 Jahren verurteilt. Auf seinem Computer wurden Bilder von in Haut geritzten Wörtern wie „Rabid“, „Sewer“ und „764“ gefunden. Teilweise waren auf den Bildern auch blutige Rasierklingen und Teppichmesser zu sehen. Aus Chatverläufen ließ sich die manipulative Erpressung der Opfer rekonstruieren. In einer öffentlichen Erklärung benannte der Ankläger die Vorgänge als Fansigning und erklärte, dass grundsätzlich für jede einzelne Tat eine Strafe von zehn Jahren im Raum stehe.
Das FBI hat weltweit Schulen und Partner geschult, um Bewusstsein für die Bedeutung von Fansigning als Zeichen für Missbrauch zu schaffen. Am 18. Mai 2025 warnte das BKA vor missbräuchlichen Online-Communities und umschrieb das Fansigning als mögliches Erkennungszeichen für Onlinemissbrauch.
Abzugrenzen ist das Fansigning vom Branding. Während Fansigning auf Erpressung zurückzuführen ist, beschreibt Branding eine Praxis, die als Teil von BDSM freiwillig oder im Rahmen von Prostitution nicht zwangsläufig gegen den Willen der Betroffenen geschieht und auch aus ästhetischen Gründen praktiziert wird.